# Городецьке (Україна)
Городе́цьке — село в Україні, в Паланській сільській громаді Уманського району Черкаської області. Розташоване при впадінні річки Хутірка в річку Уманка (притока Ятрані) за 7 км на північний захід від міста Умань. Населення становить 1 065 осіб (станом на 1 січня 2024 р.).

## Назва
Назву села Городецьке пов'язують з подіями далекого минулого XIV—XV ст., коли на територію краю робили спустошливі набіги кримські татари і турки. Вони палили, грабували, руйнували міста і села, а населення забирали і перетворювали на рабів.
У першій половині XVI ст. за 5 км на північний захід у напрямку до м. Умань на підвищеній місцевості було побудовано острог, невеличку сторожову башту, яку пізніше називали фортецею-городком. Біля фортеці почали будувати селище, у якому жила сторожова команда та їх родини. Від цього і пішла назва села — Городецьке.

## Історія
1766 року збудований дерев'яний храм Покрови Пресвятої Богородиці.
Станом на 1885 рік у колишньому військовому поселенні Уманської волості Уманського повіту Київської губернії, мешкало 1230 осіб, налічувалось 220 дворових господарств, існували православна церква, школа та 2 постоялих будинки.
За переписом 1897 року кількість мешканців зросла до 1840 осіб (901 чоловічої статі та 939 — жіночої), з яких 1833 — православної віри.
Під час Голодомору 1932—1933 років, тільки за офіційними даними, від голоду померло 700 мешканців села.
За результатами щорічного всеукраїнського конкурсу «Населений пункт найкращого благоустрою і підтримки громадського порядку» за 2009 рік, село стало одним з трьох найчистіших сіл України.

## Населення
Згідно з переписом УРСР 1989 року чисельність наявного населення села становила 1347 осіб, з яких 612 чоловіків та 735 жінок.
За переписом населення України 2001 року в селі мешкали 1354 особи.

### Мовний склад
Рідна мова населення за даними перепису 2001 року:
| Мова       | Чисельність, осіб | Доля     |
| ---------- | ----------------- | -------- |
| Українська | 1 319             | 97,42 %  |
| Російська  | 32                | 2,37 %   |
| Білоруська | 1                 | 0,07%    |
| Румунська  | 1                 | 0,07%    |
| Інше       | 1                 | 0,07 %   |
| Разом      | 1 354             | 100,00 % |

## Пам'ятки
- Церква Покрови Богородиці (XVIII ст.);
- Водяний млин (1903 р.);
- Пам'ятник воїнам-односельцям;
- Братська могила радянських воїнів;
- Пам'ятник 50-річчя перемоги у Другій світовій війні;
- Пам'ятний знак жертвам Голодомору (встановлено 1993 року на громадському цвинтарі).

## Галерея

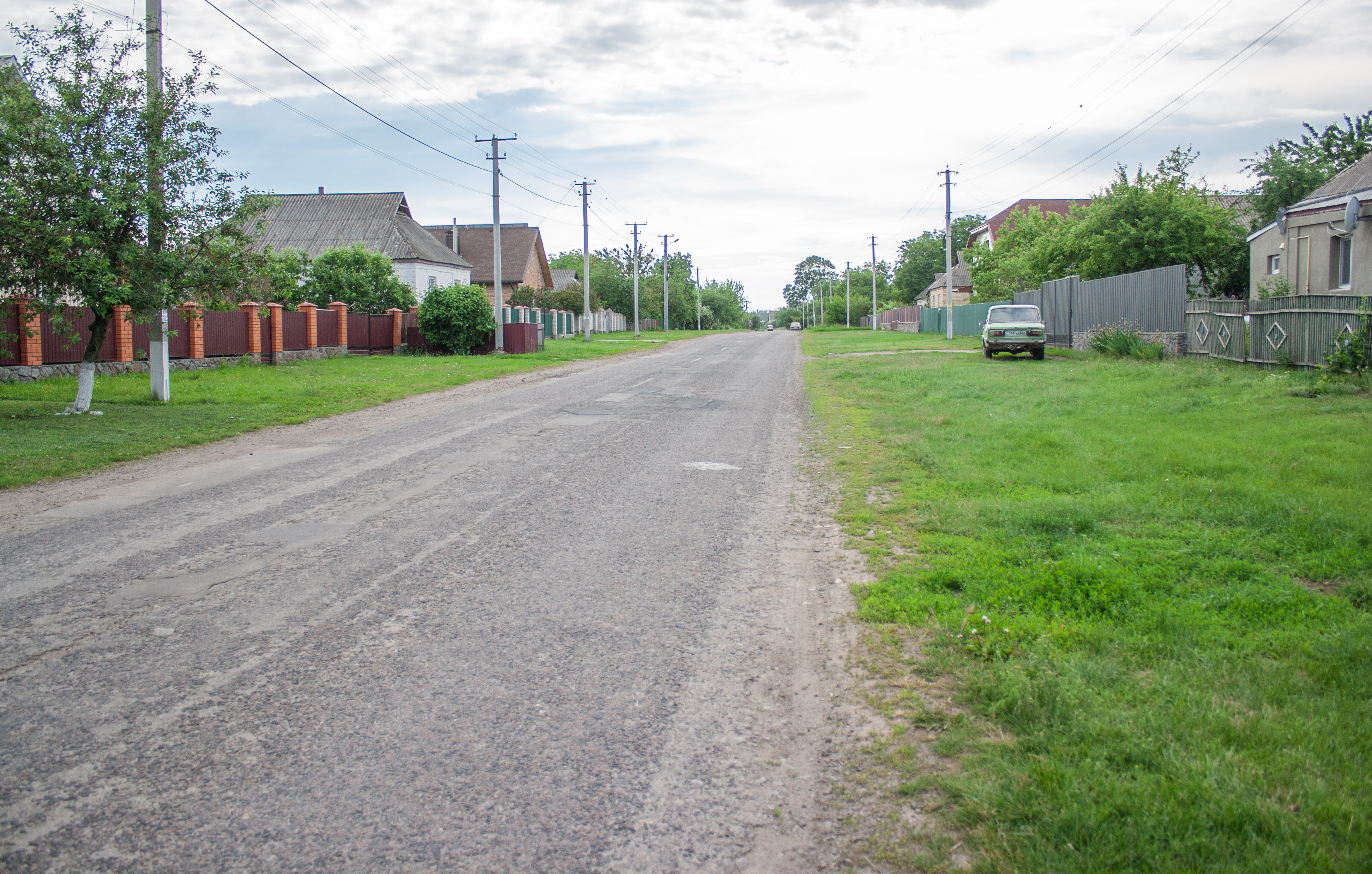
Вулиця Центральна
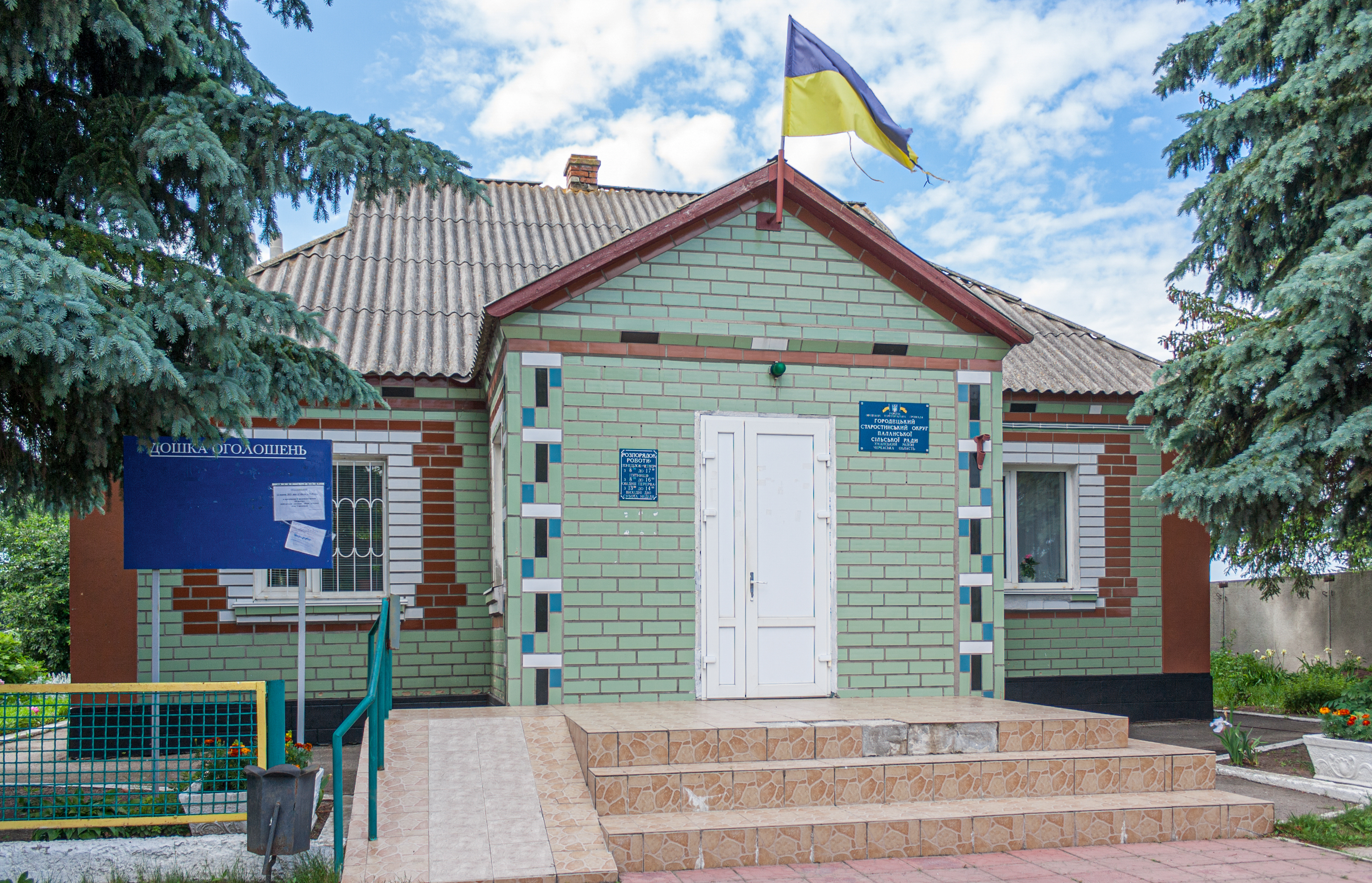
Старостинський округ
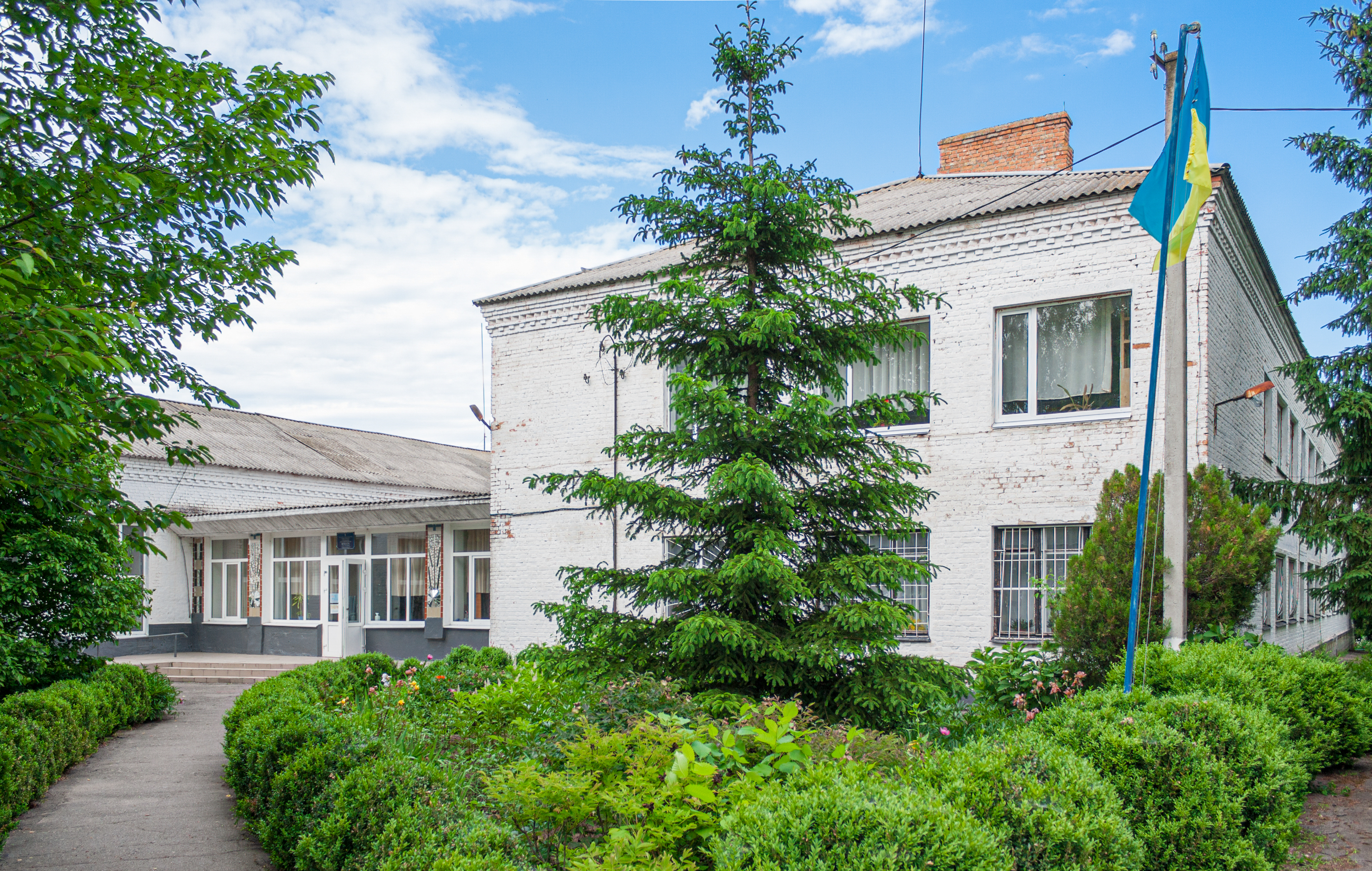
Школа
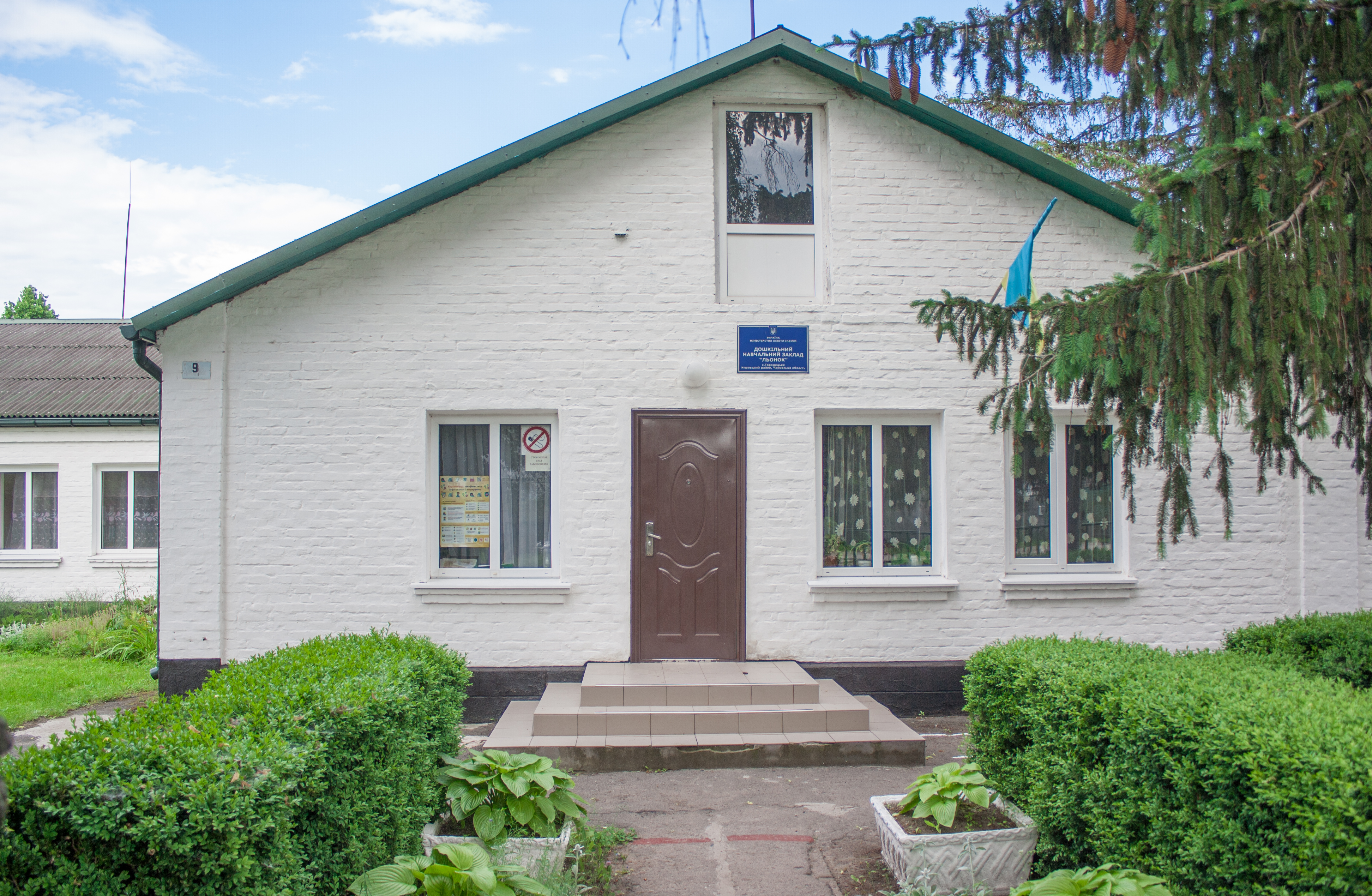
Дитсадок
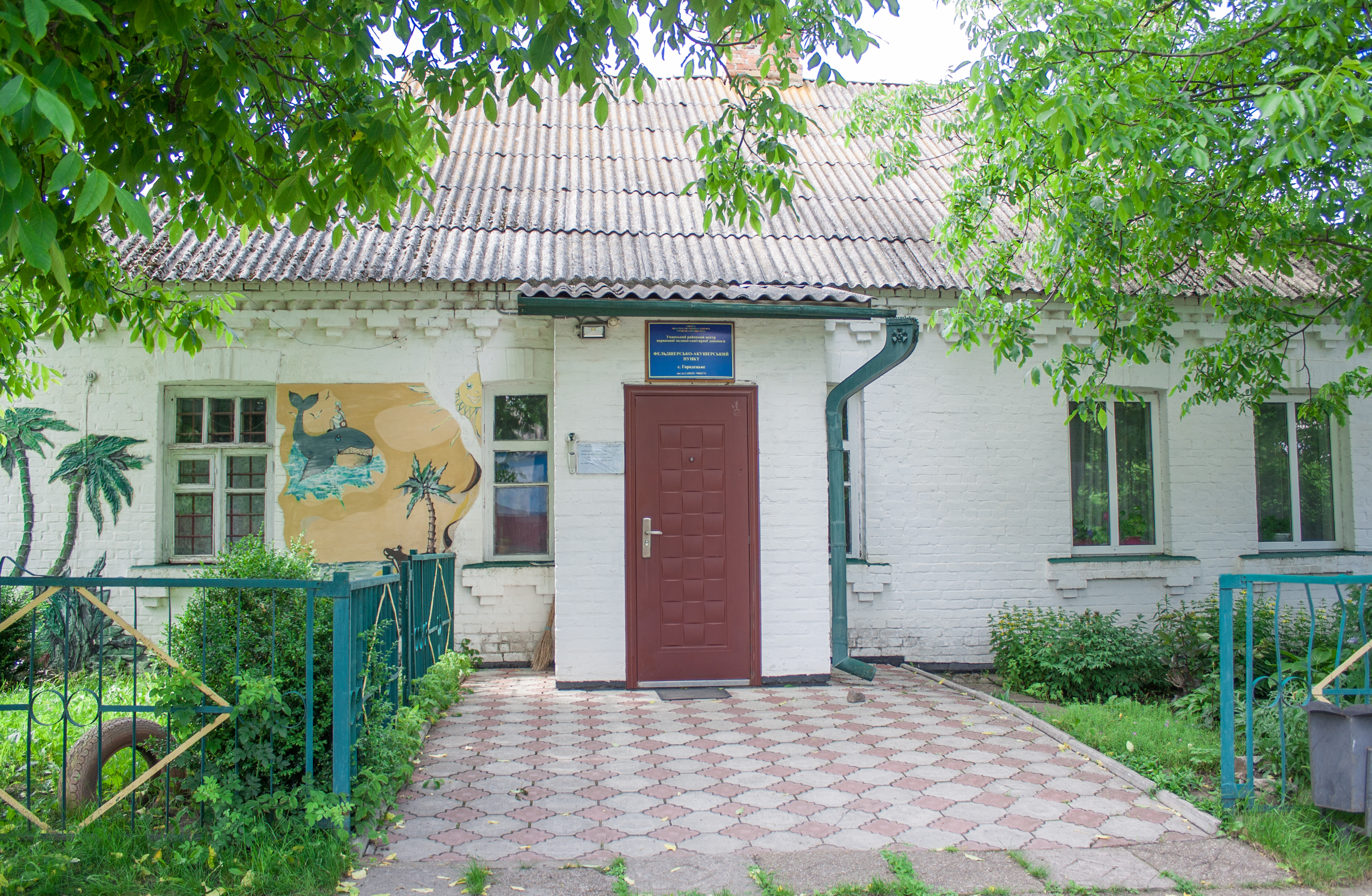
ФАП
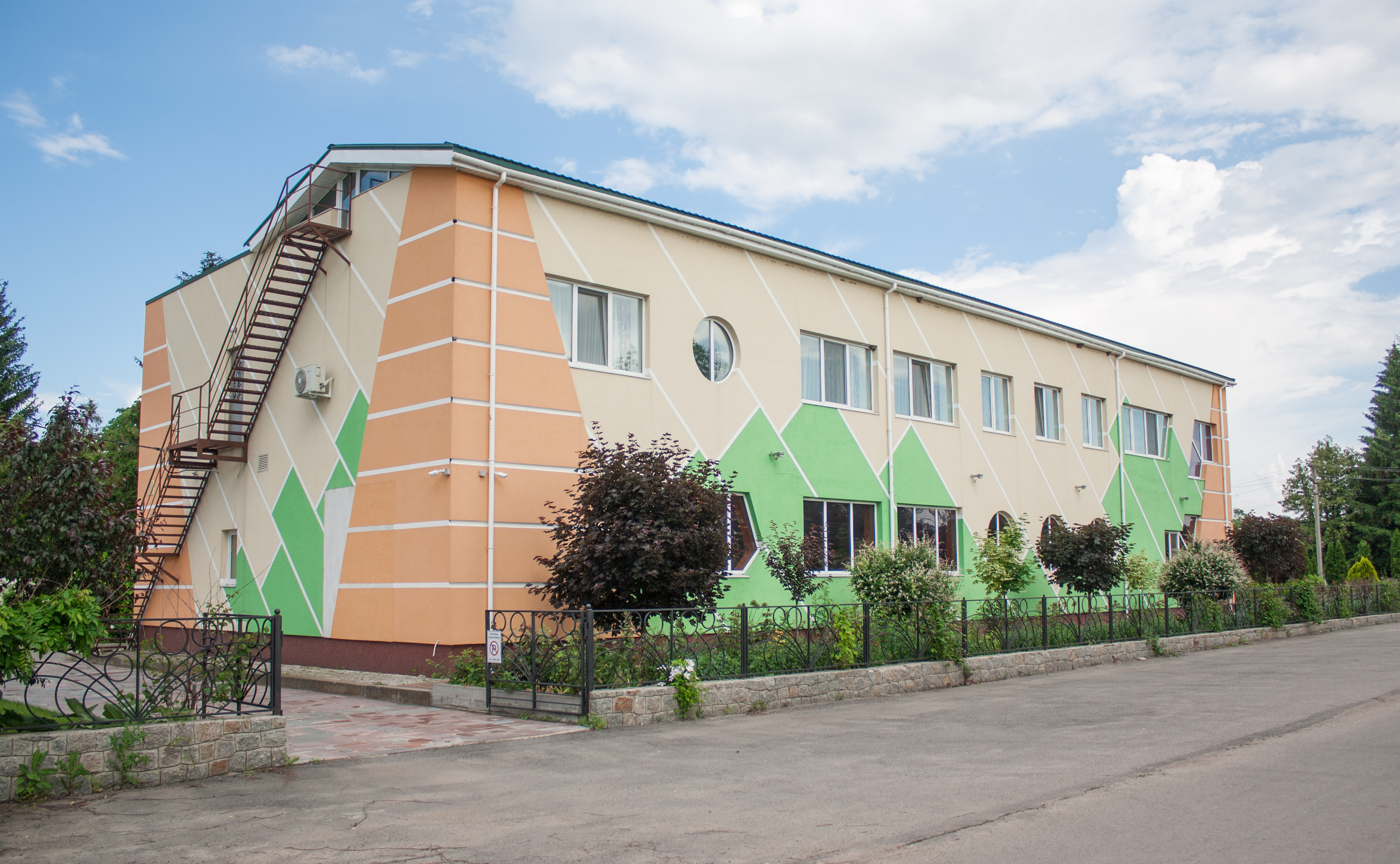
Готель
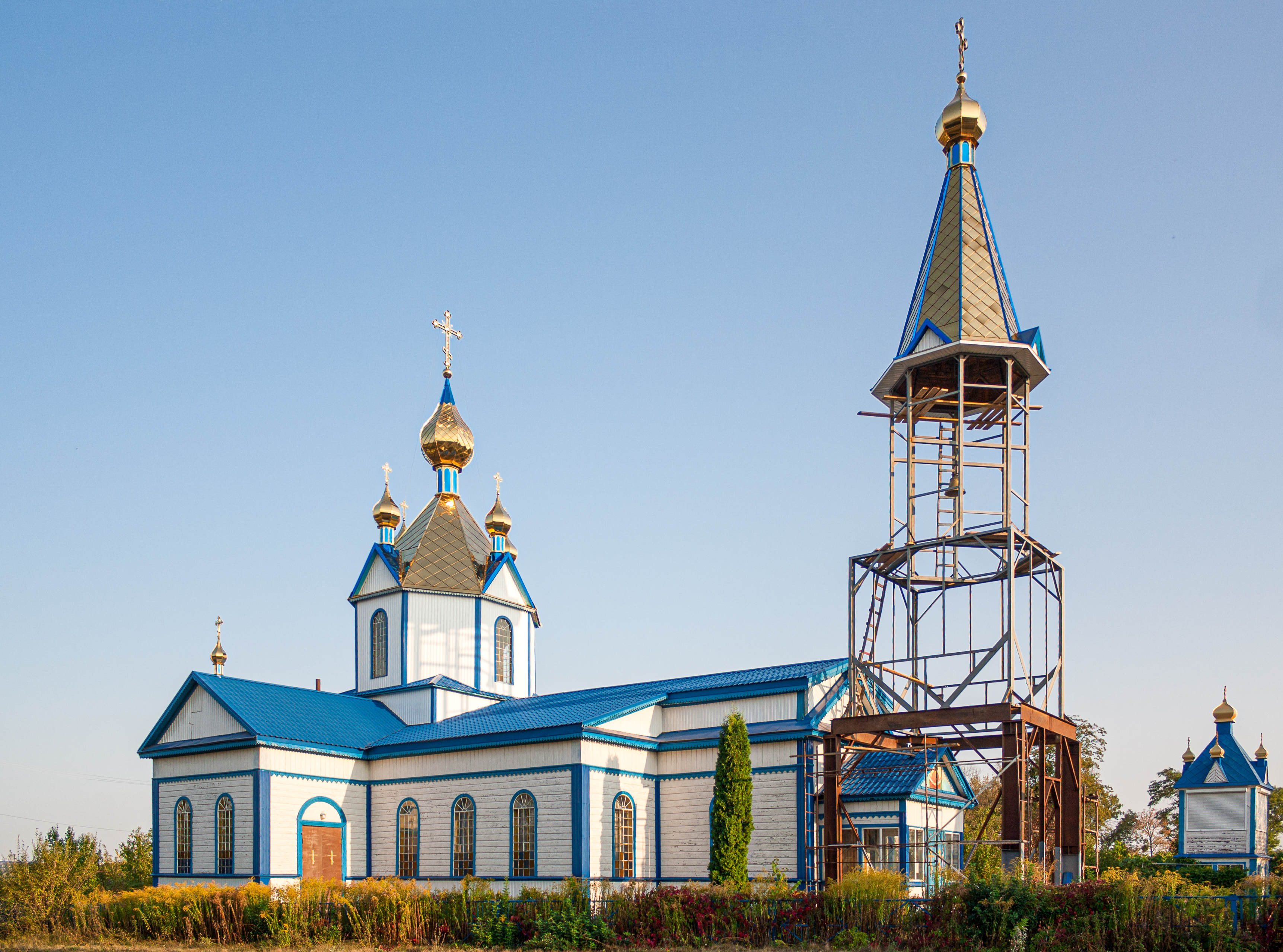
Церква Покрови Богородиці (XVIII ст.)
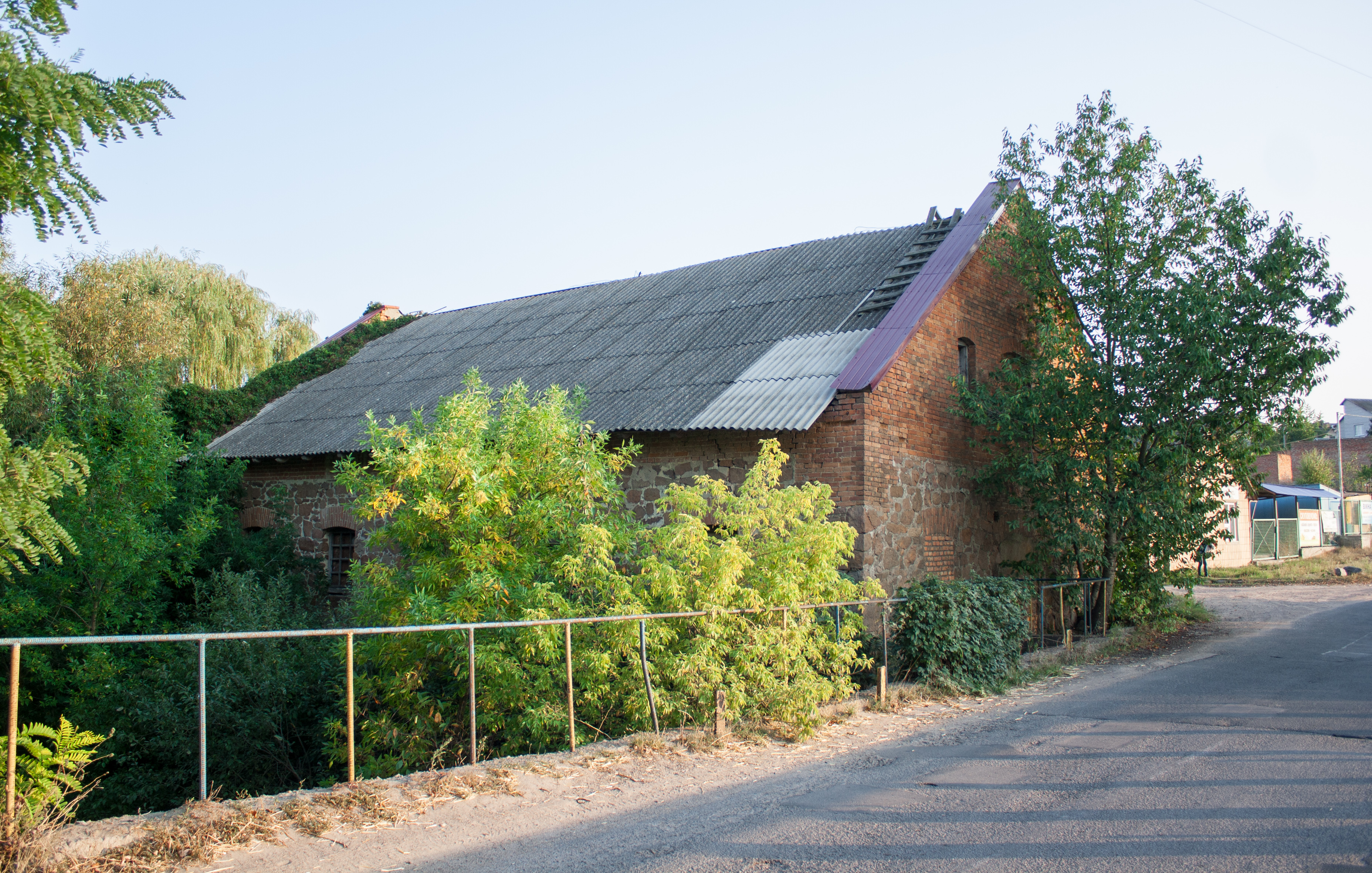
Водяний млин
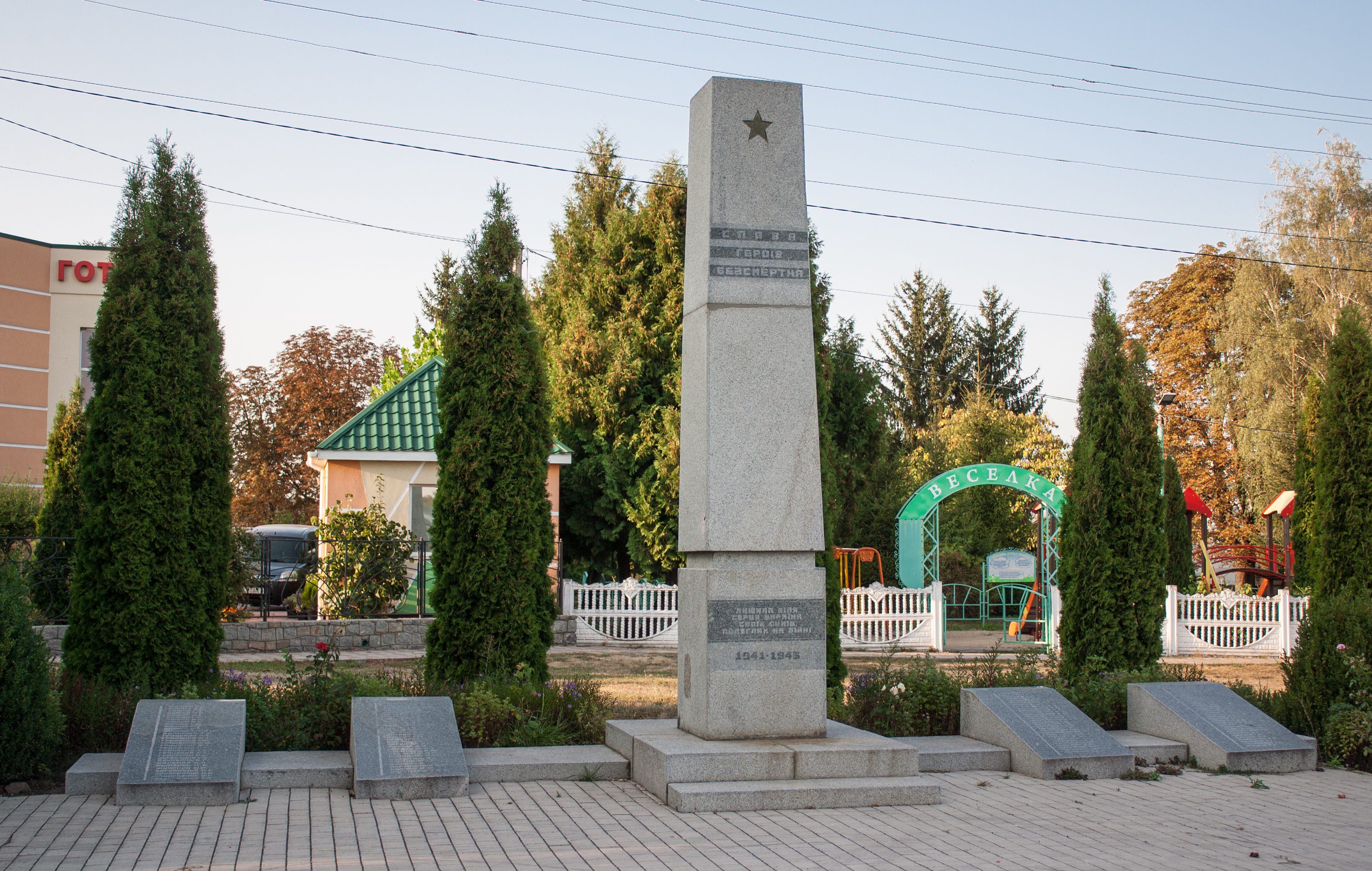
Пам'ятник воїнам-односельцям
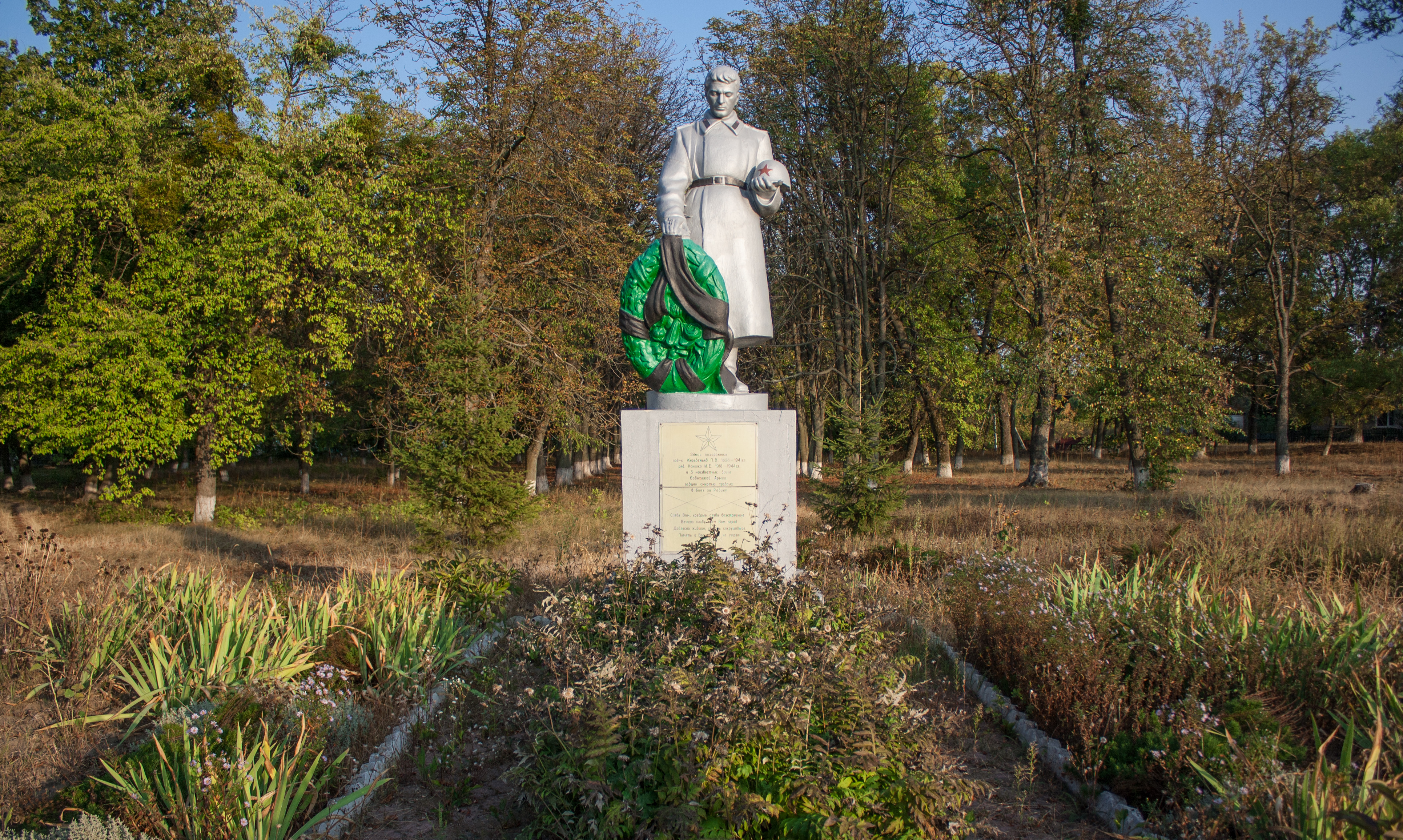
Братська могила радянських воїнів